# Đông Dương Lao động Đảng
Đông Dương Lao động Đảng (tiếng Pháp: Parti Travailliste Indochinois) là một chính đảng hoạt động trong giai đoạn 1926 - 1929, thành phần chủ yếu bao gồm giới tư sản và điền chủ Nam Kỳ.

## Lịch sử
Ngày 12 tháng 11 năm 1926, Hội nghị thành lập Đông Dương Lao động Đảng được tổ chức tại nhà hàng Mekong (Sài Gòn). Được sự ủy nhiệm của Hội nghị, Chánh Đảng trưởng Cao Triều Phát gửi ngay cho Tổng thống Pháp Gaston Doumergue một bức điện với nội dung như sau:
| “ | Président République - Paris Parti Travailliste Indochinois né le 12 Novembre 1926 adresse respectueux salut à République Française. Hommages respectueux, CAO TRIEU PHAT Président Comité | ” |

Dịch:
| “ | Tổng thống nước Cộng hòa - Paris Đông Dương Lao động Đảng ra đời ngày 12 tháng 11 năm 1926 gửi lời chào kính trọng tới nước Cộng hòa Pháp. Trân trọng, CAO TRIỀU PHÁT Chánh Đảng trưởng | ” |

Ngày hôm sau, 13 tháng 11, Cao Triều Phát gửi thư cho Toàn quyền Đông Dương Alexandre Varenne và quyền Thống đốc Nam Kỳ Le Fol để thông báo việc thành lập Đông Dương Lao động Đảng. Kèm theo thư là bản điều lệ mang chữ ký toàn Ban trị sự lâm thời và đại biểu các tỉnh.
Đông Dương Lao động Đảng chủ trương đối lập với chính quyền thực dân, bênh vực quyền lợi của những người lao động thông qua hình thức vận động dân chủ (đưa đơn kiến nghị, hội họp quần chúng...). Trong sách Cao Triều Phát - Nghĩa khí Nam Bộ, tác giả Phan Văn Hoàng viết: "Bài xã luận của số báo đầu tiên trên tờ L'ère Nuovelle đã xác định mục tiêu của tờ báo, đồng thời của Đông Dương Lao động Đảng là nhằm nâng cao cả về tinh thần lẫn vật chất cho tất cả những ai vất vả cực nhọc, họ là vốn người quý báu đã bị bọn tư bản kim tiền có nhiều thế lực bóc lột một cách đáng xấu hổ". Cũng trên tờ L'ère Nouvelle số 1, tổ chức này nêu rõ: "Không phải là cơ quan cách mạng hoặc tuyên truyền cho chủ nghĩa cộng sản, tờ báo chỉ muốn là cơ quan cổ động cho sự hiểu biết và hợp tác giữa người Pháp và người Việt".
Do lập trường chống thực dân rõ rệt nên vào tháng 12 năm 1929, chính quyền Nam Kỳ ra lệnh đóng cửa hai tờ Nhựt Tân báo và L'ère Nouvelle, bắt giam chủ nhiệm Cao Hải Để, đồng thời giải tán Đông Dương Lao động Đảng. Bản thân Chánh Đảng trưởng Cao Triều Phát bị trục xuất khỏi Sài Gòn và buộc quản thúc tại gia (Bạc Liêu) một thời gian với tội danh phá rối chính trị an.

### Nhân vật tiêu biểu
- Cao Triều Phát: Chánh Đảng trưởng, sau ủng hộ và gia nhập Việt Minh
- Cao Hải Đễ
- Đặng Trân Phát
- Nguyễn Phước Quan (Quang Đại)
- Nguyễn Đình Thiêu